# 浦谷信彰
浦谷 信彰（うらたに のぶあき、1958年? - ）は、日本のプロボクシング審判員。元日本ボクシングコミッション（JBC）理事。

## 人物
獨協大学を卒業後、リングアナウンサーとしてボクシング界に入り、数多くのタイトルマッチを担当。世界戦の経験もあり、1987年7月22日に両国国技館で行われたWBC世界ジュニア・ウェルター級タイトルマッチ・浜田剛史 vs レネ・アルレドンド第2戦と、1989年12月10日に後楽園ホールで行われたWBA世界ウェルター級タイトルマッチ・マーク・ブリーランド vs 尾崎富士雄戦などを担当している。
1987年に審判員に転向。長年の間、レフェリー・ジャッジとして国内の試合を多数裁き、一方でWBC公認審判員として海外でも世界タイトルマッチのジャッジとして活躍。裁いた試合は10,000を超え、WBCのビデオ教材にも使用されるなど日本を代表するボクシング審判員のひとりとして名を上げた。
1994年の薬師寺保栄 vs. 辰吉丈一郎の王座統一戦では森田健とともにジャッジを務めた。
2015年2月24日、JBC本部事務局長に就任。同年10月6日付でこれと兼務するかたちで新設の統括本部長に就任した。
2022年、JBCの解散決議時に伴い、理事を辞任。その後寄付により財政問題が解消し、一般財団法人として継続したが、そのまま退任した。

## エピソード
- 2000年8月1日の保住直孝 vs. 鈴木悟の日本ミドル級タイトルマッチで、8Rに鈴木が保住をロープ際に追い詰めたところでダウンを宣告し、カウントを取った（その後、2度目のダウンで鈴木が王座を奪取）。しかし、これは規定から外れた「スタンディングダウン」ではないかと疑問視された。後に浦谷は「ロープダウン」であると明言。
- 2007年3月24日の亀田興毅 vs. エベラルド・モラレス戦で、興毅の父である亀田史郎から猛抗議、さらに暴言を吐かれた。その後、亀田サイドに厳重注意が下され、謝罪文が送られた。